# Вествілл (Іллінойс)
Вествілл (англ. Westville) — селище (англ. village) в США, в окрузі Вермільйон штату Іллінойс. Населення — 3167 осіб (2020).

## Географія
Вествілл розташований за координатами 40°2′38″ пн. ш. 87°38′20″ зх. д. / 40.04389° пн. ш. 87.63889° зх. д. (40.044020, -87.638914).  За даними Бюро перепису населення США в 2010 році селище мало площу 4,34 км², уся площа — суходіл.

## Демографія
Згідно з переписом 2010 року, у селищі мешкали 3202 особи в 1386 домогосподарствах у складі 893 родин. Густота населення становила 738 осіб/км².  Було 1505 помешкань (347/км²).
Расовий склад населення:
| - 97,3 % — білих - 0,8 % — чорних або афроамериканців - 0,5 % — азіатів - 0,2 % — корінних американців |

До двох чи більше рас належало 1,1 %. Частка іспаномовних становила 0,9 % від усіх жителів.
За віковим діапазоном населення розподілялося таким чином: 22,6 % — особи молодші 18 років, 59,7 % — особи у віці 18—64 років, 17,7 % — особи у віці 65 років та старші. Медіана віку мешканця становила 41,7 року. На 100 осіб жіночої статі у селищі припадало 91,9 чоловіків;  на 100 жінок у віці від 18 років та старших — 88,9 чоловіків також старших 18 років.
Середній дохід на одне домашнє господарство  становив 53 785 доларів США (медіана — 41 831), а середній дохід на одну сім'ю — 61 931 долар (медіана — 51 667). Медіана доходів становила 52 537 доларів для чоловіків та 30 503 долари для жінок. За межею бідності перебувало 15,9 % осіб, у тому числі 22,5 % дітей у віці до 18 років та 7,2 % осіб у віці 65 років та старших.
Цивільне працевлаштоване населення становило 1262 особи. Основні галузі зайнятості: освіта, охорона здоров'я та соціальна допомога — 27,4 %, виробництво — 16,6 %, мистецтво, розваги та відпочинок — 9,5 %, транспорт — 8,9 %.